# 761 v.Chr.
Het jaar 761 v.Chr. is een jaartal volgens de christelijke jaartelling.

## Gebeurtenissen

### Europa
- Koning Rivallo (761 - 743 v.Chr.) volgt zijn vader Cunedagius op en regeert over Brittannië.

### Babylonië
- Koning Nabu-shuma-ishkin heerser over de vazalstaat Babylon.